# Samba Adama
Samba Adama (* 12. listopadu 1955) je bývalý mauritánský zápasník. V roce 1988 v Soulu startoval v kategorii do 90 kg jak ve volném, tak v klasickém stylu. V obou případech vypadl ve druhém kole.